# 千年健
千年健（学名：Homalomena occulta）为天南星科千年健属的植物。分布于中南半岛以及中国大陆的广西、云南、海南、广东等地，生长于海拔80米至1,100米的地区，一般生于沟谷密林下、竹林及山坡灌丛中。

## 别名
香芋、团芋（云南思茅） “湾洪”（傣族语） 一包针（广西金秀） 假芀芋（海南）

## 外部連結
- 千年健 Qiannianjian（页面存档备份，存于） 藥用植物圖像數據庫 (香港浸會大學中醫藥學院) （中文）（英文）
- 千年健 中藥材圖像數據庫  (香港浸會大學中醫藥學院) （中文）（英文）
- 千年健 Qian Nian Jian（页面存档备份，存于） 中藥標本數據庫 (香港浸會大學中醫藥學院) （繁體中文）（英文）